# Helius (Helius) manueli
Helius (Helius) manueli is een tweevleugelige uit de familie steltmuggen (Limoniidae). De soort komt voor in het Oriëntaals gebied.